# Ludaversal
Ludaversal – dziewiąty studyjny album amerykańskiego rapera Ludacrisa, którego premiera odbyła się 31 marca 2015 roku.
Prace nad płytą trwały od 2011 do 2015 roku, a raper do jej produkcji zaprosił takich producentów jak: David Guetta, Jim Jonsin, !llmind, J.U.S.T.I.C.E. League, David Banner, Just Blaze, czy Alex da Kid. Pierwszy singel pt. "Good Lovin" promujący album został wydany 15 grudnia 2014 roku. W utworze gościnnie pojawił się piosenkarz Miguel.

## Lista utworów
| Nr  | Tytuł utworu                            | Muzyka                              | Długość |
| --- | --------------------------------------- | ----------------------------------- | ------- |
| 1.  | „Ludaversal (Intro)”                    | David Banner                        | 3:35    |
| 2.  | „Grass Is Always Greener”               | Da Internz                          | 3:15    |
| 3.  | „Call Ya Bluff”                         | SykSense                            | 3:07    |
| 4.  | „Lyrical Healing”                       | !llmind, Frank Dukes                | 1:16    |
| 5.  | „Beast Mode”                            | 1500 or Nothin'                     | 3:36    |
| 6.  | „Viagra (skit)”                         |                                     | 1:44    |
| 7.  | „Get Lit”                               | Da Internz                          | 3:59    |
| 8.  | „Come and See Me (Interlude)”           | DJ Toomp                            | 1:16    |
| 9.  | „Come and See Me (gości. Big K.R.I.T.)” | Mike Will Made It                   | 4:25    |
| 10. | „Good Lovin (gości. Miguel)”            | Da Internz                          | 3:43    |
| 11. | „Ocean Skies (gości. Monica)”           | Kyle Justice, J.U.S.T.I.C.E. League | 4:49    |
| 12. | „Not Long (gości. Usher)”               | David Guetta                        | 4:13    |
| 13. | „Charge It to the Rap Game”             | !llmind                             | 3:50    |
| 14. | „This Has Been My World”                | Just Blaze                          | 6:30    |
|     |                                         |                                     | 49:18   |

| Edycja Deluxe | Edycja Deluxe                            | Edycja Deluxe          | Edycja Deluxe |
| Nr            | Tytuł utworu                             | Muzyka                 | Długość       |
| ------------- | ---------------------------------------- | ---------------------- | ------------- |
| 1.            | „Money (gości. Rick Ross)”               | DJ Pain 1              | 4:53          |
| 2.            | „Problems (gości. Cee-Lo Green)”         | T-Minus                | 3:59          |
| 3.            | „In My Life (gości. John Legend)”        | BIGG D, Steven Q-Beatz | 4:52          |
| 4.            | „Burning Bridges" (gości. Jason Aldean)” | Alex da Kid            | 4:06          |
|               |                                          |                        | 17:50         |